# 顏太初
顏太初（？—？），字醇之，彭城（今江苏徐州）人。
顏回四十七世孫。少年博學，慷慨好義。一生以儒学卫道士自居，对范諷、石延年、劉潛等“东州逸党”作為深恶痛绝。喜歡作詩，多譏切時事。御史中丞孔道辅阅后深器之。進士及第，任莒县尉。官至南京國子監說書。卒年四十餘歲。著有《鳧繹先生集》，已佚。有子顏復。